# فردا، در سوم آوریل…
فردا، در سوم آوریل… (روسی: Завтра, третьего апреля…) یک فیلم کمدی روسی به کارگردانی ایگور ماسلنیکوف است که در سال ۱۹۶۹ منتشر شد.

## بازیگران
- مارینا نیولووا
- لیودمیلا والینسکایا
- پاول لوسپکایف
- الکساندر دمیاننکو